# 崎間敏勝
崎間 敏勝（さきま びんしょう、1922年（大正11年）8月23日 - 2013年（平成25年）4月5日）は、沖縄県出身の政治家。野底武彦らと琉球独立党を結成するなど、琉球独立運動に挺身した。

## 生涯
沖縄県那覇市首里に生まれ、幼時より「神童」と呼ばれた。旧制第一高等学校を経て東京帝国大学法学部政治学科に進むも、郷土救済の使命感により、1944年（昭和19年）、大学を中退して帰郷した。その後、琉球政府のエリート官僚として法務局長、行政主席官房長、内政局長を歴任した。
1963年には大衆金融公庫総裁に就任。1967年8月1日、「本土復帰」論に猛進する『琉球新報』や『沖縄タイムス』を「革新的」と批判する新聞・『沖縄時報』を創刊、社長に就任する。

### 沖縄人の沖縄をつくる会
1968年11月10日に行われた第1回行政主席通常選挙で保守派の西銘順治を応援した亀川正東や山里永吉は沖縄自民党に愛想を尽かし、復帰運動に対抗する勢力を模索し、同年秋に「沖縄人の沖縄をつくる会」を発足させた。同会会長には第2代琉球政府行政主席を務めた当間重剛が、事務局責任者には『沖縄時報』社長の崎間がそれぞれ就任した。1969年、『琉球新報』文化面に「沖縄は沖縄人のものだ!」という見出しの5段広告を掲載し、住民を驚かせた。さらに『朝日新聞』、『毎日新聞』、『読売新聞』にも広告を打とうとするが、圧力がかかり不発に終わった。また、会員だった国場幸太郎はじめ有力財界人も次々に脱退し、「沖縄県の沖縄をつくる会」は3か月で事務所を閉鎖し、1970年末には解体状態となった。

### 琉球独立党
しかし、「つくる会」の中核であった崎間・野底・山里は「琉球独立党」を結成し、当間重剛からも支持された。なお、公認会計士の野底武彦はすでに1968年の行政主席通常選挙に立候補し、落選していた。
本土復帰前の1971年6月3日、崎間と野底の連名で立党声明が出され、崎間はそのまま第9回参議院議員通常選挙に「沖縄独立」を訴え、立候補する。石垣市での立会演説会には与那国島出身の野底が代理で演説した。選挙の結果は、1.稲嶺一郎、188085票 2.金城睦、175298票、3.崎間敏勝、2673票であった。『琉球新報』は崎間の票は少ないものの「完全な意識票」と分析した。